# Oldřichov (Nejdek)

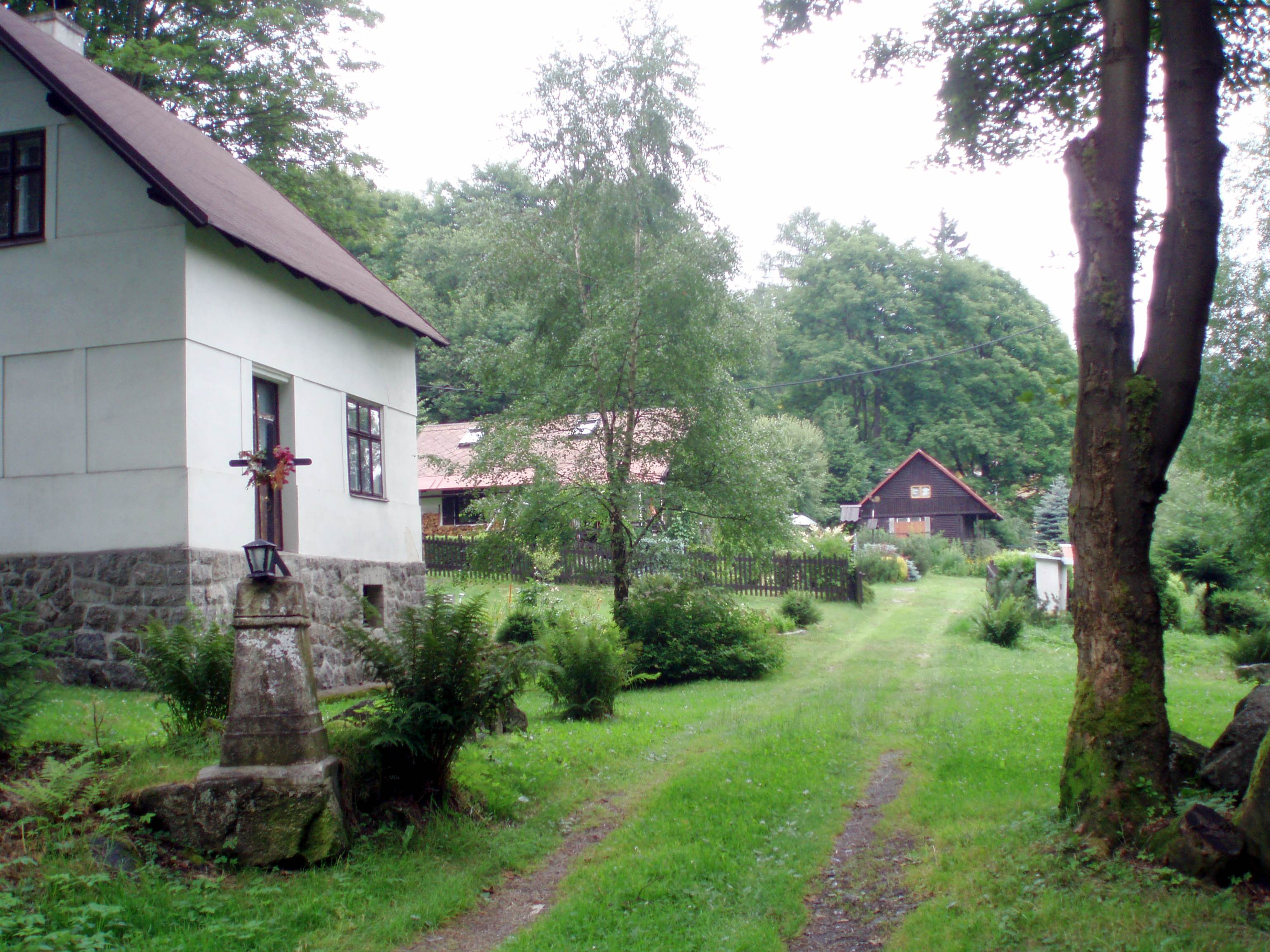
Motiv aus Oldřichov

Oldřichov (deutsch Ullersloh) ist ein Ortsteil der Stadt Nejdek in Tschechien.

## Geografie

### Geografische Lage und Verkehr

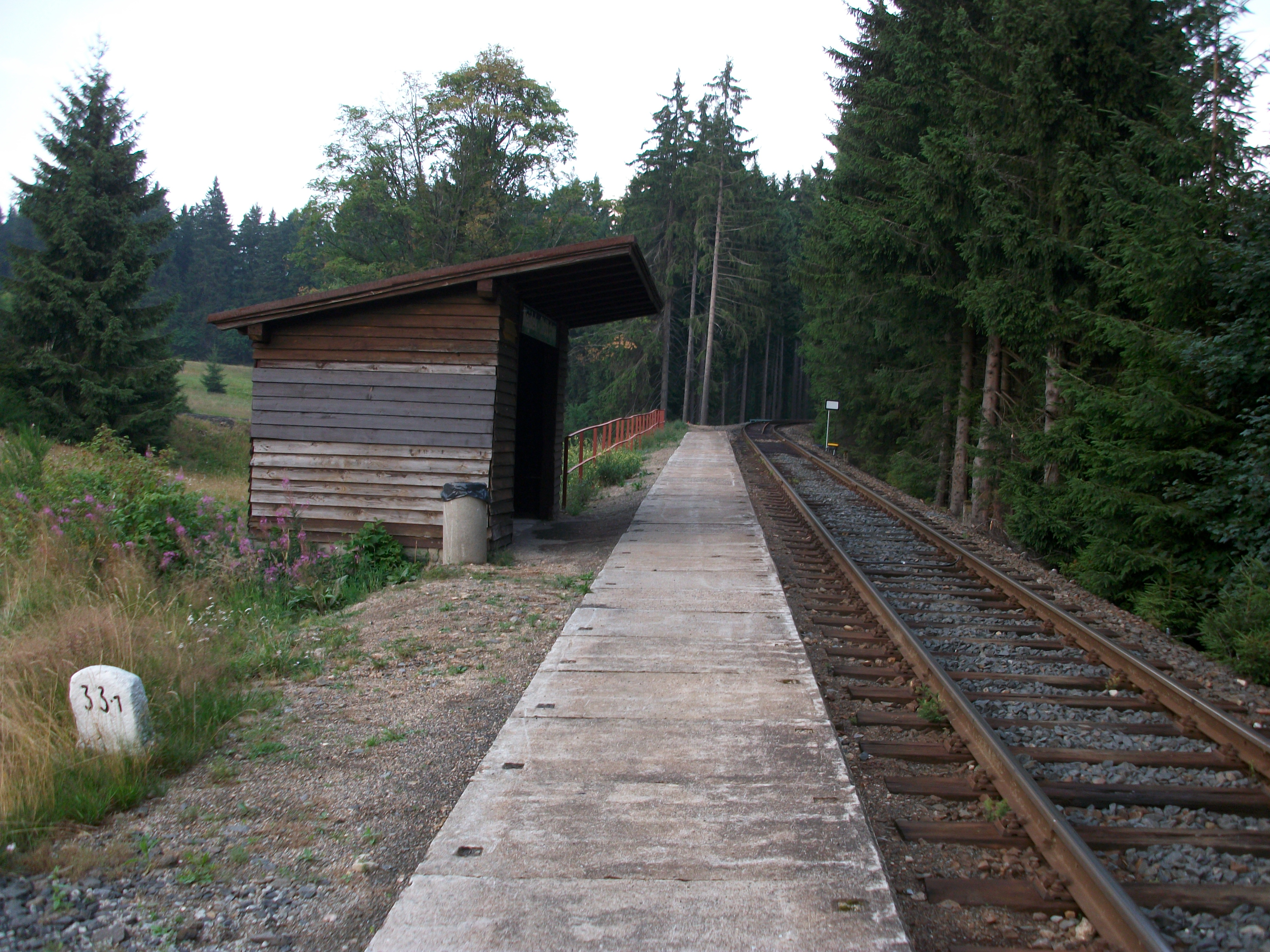
Haltepunkt Nejdek-Oldřichov (2019)

Oldřichov liegt unterhalb vom Kamm des böhmischen Teil des Erzgebirges, in einer geschützten und nach Süden offenen Talsenke. Nordöstlich von Oldřichov befindet sich das Naturschutzgebiet "Océan". Durch den Ort führt die von Lužec kommende Verbindungsstraße, die auf die Landstraße von Nejdek nach Pernink mündet. Nördlich des Orts verläuft die Bahnstrecke Karlovy Vary–Johanngeorgenstadt, an denen Oldřichov an den ehemaligen Ortsteilen  Tellerhäuser (Tellerovy domy) und Saifenhäusel (Sejfy) die Haltepunkte Nejdek-Oldřichov (früher: Tellerhäuser) und Nejdek-Sejfy (früher Seifenhäusel) besitzt.

### Nachbarorte
| Nové Hamry (Neuhammer)               | Pernink (Bärringen)                         |                              |
| Nejdek (Neudeck), Tisová (Eibenberg) | Kompassrose, die auf Nachbargemeinden zeigt |                              |
| Vysoká Štola (Hohenstollen)          |                                             | Lužec u Nejdku (Kammersgrün) |

## Geschichte
Die Ersterwähnung erfolgte 1568. Der Ortsname mit der Endung Loh geht auf ein altes deutsches Toponym zurück und bedeutet in etwa Wald oder Bodensenkung. Bereits frühzeitig wurde in der Umgebung Bergbau betrieben, wie ein Eintrag im Neudeker Bergbuch von 1581 belegt. 1651 wurden hier 64 Einwohner gezählt, 1705 lebten bereits 107 Bewohner hier, die nach Neudek eingepfarrt waren. Bis zur Aufhebung der Patrimonialgerichtsbarkeit 1848/49 gehörte Ullersloh zur Herrschaft Neudek. 1847 zählte das Dorf 63 Häuser mit 429 Einwohnern, eine Gemeindeschule und ein Wirtshaus. 1930 waren es 443 Einwohner.
Der Ort war früher eine selbständige Gemeinde, die zum Bezirk Neudek und dem 1938 gebildeten Landkreis Neudek im Reichsgau Sudetenland gehörte. Ullersloh hatte im Jahre 1939 464 meist deutsche Einwohner. Zum Ort gehörten auch die Ortsteile Saifenhäus(e)l (Sejfy) und Tellerhäuser (Tellerovy domy), beide an der Bahnstrecke Karlsbad–Johanngeorgenstadt gelegen und eigene Haltepunkte derselben.
Nach 1945 wurde die deutschsprachige Bevölkerung größtenteils vertrieben. Zwischen dem 25. Mai und dem 13. September 1946 wurden 330 Bewohner in Viehwaggons abtransportiert. Im oberen Ortsteil wurden daraufhin fast sämtliche leerstehende Häuser abgerissen und die Flächen aufgeforstet. Nur im unteren Ortsteil überdauerten bis heute einige Häuser, die meist als Wochenendgrundstücke genutzt werden. 1991 hatte der Ort acht Einwohner. Im Jahre 2001 bestand das Dorf aus fünf Wohnhäusern, in denen zwölf Menschen lebten.

## Ortsname
Die Endung -loh(e) findet man relativ häufig in dieser Gegend, aber auch im Fichtelgebirge, von wo einst die Besiedlung im Mittelalter erfolgt ist. Sie bedeutet so viel wie ein im oder am Wald gelegener, mit Kräutern und Sträuchern überwachsener Torfgrund.

## Entwicklung der Einwohnerzahl
| Jahr | Einwohnerzahl |
| ---- | ------------- |
| 1869 | 435           |
| 1880 | 437           |
| 1890 | 434           |
| 1900 | 471           |
| 1910 | 495           |

| Jahr | Einwohnerzahl |
| ---- | ------------- |
| 1921 | 443           |
| 1930 | 476           |
| 1950 | 11            |
| 1961 | 27            |
| 1970 | 6             |

| Jahr | Einwohnerzahl |
| ---- | ------------- |
| 1980 | 5             |
| 1991 | 8             |
| 2001 | 12            |
| 2011 | 14            |